# Schloss Niederleis
Schloss Niederleis är ett slott i Österrike.   Det ligger i distriktet Mistelbach och förbundslandet Niederösterreich, i den nordöstra delen av landet, 40 km norr om huvudstaden Wien. Schloss Niederleis ligger 275 meter över havet.
Terrängen runt Schloss Niederleis är huvudsakligen platt, men den allra närmaste omgivningen är kuperad. Närmaste större samhälle är Mistelbach, 13,3 km öster om Schloss Niederleis. 
Trakten runt Schloss Niederleis består till största delen av jordbruksmark. Runt Schloss Niederleis är det ganska tätbefolkat, med 56 invånare per kvadratkilometer.